# Piotr Pietrzyk
Piotr Paweł Pietrzyk – polski chemik, doktor habilitowany nauk chemicznych.

## Życiorys
W 2001 r. ukończył studia matematyczno-przyrodnicze, uzyskując dyplom na kierunku chemia na Uniwersytecie Jagiellońskim, w 2005 r. obronił pracę doktorską pt. Parametry spektroskopowe i przemiany spinowo-elektronowe intrazeolitycznych kompleksów metali przejściowych w reakcjach z NO i CO, której promotorem był prof. Zbigniew Sojka, w 2016 r. habilitował się na podstawie pracy zatytułowanej Molekularne podstawy mechanizmów aktywacji małych cząsteczek w kontekście rozkładu tlenków azotu na układach zeolitowych - badania spektroskopowe EPR i modelowanie DFT. 
Pracuje na Uniwersytecie Jagiellońskim.